# Tour de Yorkshire 2016
La 2.ª edición de la competición ciclista Tour de Yorkshire se celebró en el Reino Unido entre el 29 de abril y el 1 de mayo de 2016 sobre un recorrido de 517,5 kilómetros.
La prueba perteneció al UCI Europe Tour 2016 dentro de la categoría 2.1
La carrera fue ganada por el corredor francés Thomas Voeckler del equipo Direct Énergie, en segundo lugar Nicolas Roche (Team Sky) y en tercer lugar Anthony Turgis (Cofidis, Solutions Crédits).

## Equipos participantes
Tomaron parte en la carrera 18 equipos: 7 de categoría UCI ProTeam invitados por la organización; 5 de categoría Profesional Continental; 5 de categoría Continental y 1 selección nacional. Formando así un pelotón de 144 ciclistas de los que acabaron 89. Los equipos participantes fueron:
| Equipo                      | Cód. UCI | Categoría               |
| --------------------------- | -------- | ----------------------- |
| BMC Racing Team             | BMC      | UCI ProTeam             |
| Dimension Data              | DDD      | UCI ProTeam             |
| Orica GreenEDGE             | OGE      | UCI ProTeam             |
| Team Katusha                | KAT      | UCI ProTeam             |
| Team Giant-Alpecin          | TGA      | UCI ProTeam             |
| Team LottoNL-Jumbo          | TLJ      | UCI ProTeam             |
| Team Sky                    | SKY      | UCI ProTeam             |
| Cofidis, Solutions Crédits  | COF      | Profesional Continental |
| Direct Énergie              | DEN      | Profesional Continental |
| One Pro Cycling             | ONE      | Profesional Continental |
| Roompot Oranje Peloton      | ROP      | Profesional Continental |
| Topsport Vlaanderen-Baloise | TSV      | Profesional Continental |
| JLT Condor                  | JLT      | Continental             |
| NFTO                        | NPC      | Continental             |
| Madison Genesis             | MGT      | Continental             |
| Team Raleigh-GAC            | RAL      | Continental             |
| Team Wiggins                | WGN      | Continental             |
| Selección de Gran Bretaña   |          | Selección nacional      |

## Etapas
El Tour de Yorkshire dispuso de tres etapas para un recorrido total de 517,5 kilómetros.
| Etapa     | Fecha     | Recorrido                   | type            | Distancia (km) | Ganador           | Líder             |
| --------- | --------- | --------------------------- | --------------- | -------------- | ----------------- | ----------------- |
| 1.ª etapa | 29 de abr | Beverley – Settle           | etapa escarpada | 187            | Dylan Groenewegen | Dylan Groenewegen |
| 2.ª etapa | 30 de abr | Otley – Doncaster           | etapa llana     | 136,5          | Danny van Poppel  | Dylan Groenewegen |
| 3.ª etapa | 1 de may  | Middlesbrough – Scarborough | etapa escarpada | 198            | Thomas Voeckler   | Thomas Voeckler   |

## Clasificaciones finales
- Las clasificaciones finalizaron de la siguiente forma:[5]

### Clasificación general
| Posición | Ciclista             | Equipo                     | Tiempo        |
| -------- | -------------------- | -------------------------- | ------------- |
|          | Thomas Voeckler      | Direct Énergie             | 13h 5 min 16s |
| 2.º      | Nicolas Roche        | Sky                        | a 6 s         |
| 3.º      | Anthony Turgis       | Cofidis, Solutions Crédits | a 16 s        |
| 4.º      | Adam Yates           | Orica GreenEDGE            | a 17 s        |
| 5.º      | Steven Kruijswijk    | LottoNL-Jumbo              | a 21 s        |
| 6.º      | Lars Petter Nordhaug | Sky                        | a 52 s        |
| 7.º      | Gianni Moscon        | Sky                        | a 53 s        |
| 8.º      | Nikias Arndt         | Giant-Alpecin              | a 1 min 13 s  |
| 9.º      | Serge Pauwels        | Dimension Data             | a 1 min 20 s  |
| 10.º     | Dion Smith           | One Pro                    | a 1 min 21 s  |

### Clasificación de la montaña
| Posición | Ciclista        | Equipo         | Puntos |
| -------- | --------------- | -------------- | ------ |
|          | Nathan Haas     | Dimension Data | 7      |
| 2.º      | Richard Handley | One Pro        | 7      |
| 3.º      | Nicolas Roche   | Sky            | 7      |

### Clasificación por puntos
| Posición | Ciclista          | Equipo        | Puntos |
| -------- | ----------------- | ------------- | ------ |
|          | Dylan Groenewegen | LottoNL-Jumbo | 27     |
| 2.º      | Danny van Poppel  | Sky           | 21     |
| 3.º      | Nikias Arndt      | Giant-Alpecin | 19     |

### Clasificación por equipos
| Posición | Equipo  | Tiempo         |
| -------- | ------- | -------------- |
|          | Sky     | 39h 17 min 46s |
| 2.º      | BMC     | a 5 min 52 s   |
| 3.º      | Katusha | a 9 min 9 s    |

## Evolución de las clasificaciones
| Etapa (Vencedor)              | Clasificación general | Clasificación de la montaña | Clasificación por puntos | Clasificación por equipos |
| ----------------------------- | --------------------- | --------------------------- | ------------------------ | ------------------------- |
| 1.ª etapa (Dylan Groenewegen) | Dylan Groenewegen     | Dylan Groenewegen           | Peter Williams           | Team Sky                  |
| 2.ª etapa (Danny van Poppel)  | Dylan Groenewegen     | Dylan Groenewegen           | Richard Handley          | Team Sky                  |
| 3.ª etapa (Thomas Voeckler)   | Thomas Voeckler       | Dylan Groenewegen           | Nathan Haas              | Team Sky                  |
| Clasificación final           | Thomas Voeckler       | Dylan Groenewegen           | Nathan Haas              | Team Sky                  |

## UCI Europe Tour
El Tour de Yorkshire otorga puntos para el UCI Europe Tour 2016, solamente para corredores de equipos Profesional Continental y Equipos Continentales. La siguiente tabla corresponde al baremo de puntuación:
| Posición                    | 1º  | 2º | 3º | 4º | 5º | 6º | 7º | 8º | 9º | 10.º | 11.º | 12.º | 13.º-15.º | 16.º-25º |
| Clasificación general final | 125 | 85 | 70 | 60 | 50 | 40 | 35 | 30 | 25 | 20   | 15   | 10   | 5         | 3        |
| Por etapa                   | 14  | 5  | 3  |    |    |    |    |    |    |      |      |      |           |          |
| Líder General por etapa     | 3   |    |    |    |    |    |    |    |    |      |      |      |           |          |

| Posición | Ciclista             | Equipo                     | Puntos |
| -------- | -------------------- | -------------------------- | ------ |
| 1.º      | Thomas Voeckler      | Direct Énergie             | 125    |
| 2.º      | Nicolas Roche        | Team Sky                   | 85     |
| 3.º      | Anthony Turgis       | Cofidis, Solutions Crédits | 70     |
| 4.º      | Adam Yates           | Orica GreenEDGE            | 60     |
| 5.º      | Steven Kruijswijk    | Team LottoNL-Jumbo         | 50     |
| 6.º      | Lars Petter Nordhaug | Team Sky                   | 40     |
| 7.º      | Gianni Moscon        | Team Sky                   | 35     |
| 8.º      | Nikias Arndt         | Team Giant-Alpecin         | 30     |
| 9.º      | Serge Pauwels        | Dimension Data             | 25     |
| 10.º     | Dion Smith           | One Pro Cycling            | 20     |

Además, también otorgó puntos para el UCI World Ranking (clasificación global de todas las carreras internacionales).
| Posición              | 1.º | 2.º | 3.º | 4.º | 5.º | 6.º | 7.º | 8.º | 9.º | 10.º |
| Clasificación general | 40  | 30  | 25  | 20  | 15  | 10  | 5   | 3   | 3   | 3    |
| Por etapa             | 7   | 3   | 1   |     |     |     |     |     |     |      |
| Líder                 | 1   |     |     |     |     |     |     |     |     |      |

| Posición | Ciclista             | Equipo                     | General | Etapa | Líder | Total |
| -------- | -------------------- | -------------------------- | ------- | ----- | ----- | ----- |
| 1.º      | Thomas Voeckler      | Direct Énergie             | 40      | 7     | -     | 47    |
| 2.º      | Nicolas Roche        | Team Sky                   | 30      | 3     | -     | 33    |
| 3.º      | Anthony Turgis       | Cofidis, Solutions Crédits | 25      | -     | -     | 25    |
| 4.º      | Adam Yates           | Orica GreenEDGE            | 20      | 1     | -     | 21    |
| 5.º      | Steven Kruijswijk    | Team LottoNL-Jumbo         | 15      | -     | -     | 15    |
| 6.º      | Lars Petter Nordhaug | Team Sky                   | 10      | -     | -     | 10    |
| 7.º      | Gianni Moscon        | Team Sky                   | 5       | -     | -     | 5     |
| 8.º      | Nikias Arndt         | Team Giant-Alpecin         | 3       | 2     | -     | 5     |
| 9.º      | Serge Pauwels        | Dimension Data             | 3       | -     | -     | 3     |
| 10.º     | Dion Smith           | One Pro Cycling            | 3       | -     | -     | 3     |